# Martin B-57
 (janvier 2014).
Le Martin B-57 est un bombardier tactique américain biréacteur. Au départ conçu comme une version construite sous licence du bombardier britannique English Electric Canberra, il s'est peu à peu transformé en avion militaire très polyvalent. Ainsi des versions de reconnaissance aérienne, de reconnaissance météorologique, et de guerre électronique ont fait leur apparition. Cet avion fut même parmi les premiers aéronefs à tirer une arme à guidage laser. Dans la nomenclature du constructeur il est connu comme Martin 272.

## Historique

### Développement industriel

#### Du Canberra au XB-57
Début 1950, alors que le programme de l'US Air Force XB-51 semblait voué à l'échec, les militaires américains se lancèrent dans la recherche d'un bombardier léger capable de remplacer les vieux bimoteurs Douglas A-26 Invader. L'emploi de ces derniers lors de la guerre de Corée avait démontré leur obsolescence. Après avoir un temps envisagé d'acquérir des North American AJ Savage et de les faire adapter à des missions plus "terrestres", le Department of Defense commença à s'intéresser aux productions étrangères. Deux avions en particulier retinrent son attention, l'Avro Canada CF-100 Canuck et l'English Electric Canberra. Afin de légitimer cet intérêt pour ces deux avions l'état major de l'US Air Force lança un appel d'offres le 16 septembre 1950.
En fait ce n'était pas la première fois que les Américains s'intéressaient au Canberra. Déjà, en 1949, une équipe d'ingénieurs de l'United States Air Force s'étaient rendue en Angleterre pour suivre le développement du programme de cet avion. Mais cela n'avait pas eu de suite notable.
En novembre 1950 un exemplaire de chacun des deux avions fut testé sur la base d'essais d'Andrews dans le Maryland. Rapidement les essais en vol démontrèrent la supériorité de l'avion britannique. En effet, par rapport au Canberra, le XB-51 a un facteur de charge limite de 3,67 g, assez faible, ce qui limite ses capacités lors de missions tactiques ; il ne peut rester qu'une heure au-dessus de sa cible distante de 650 km alors que le Canberra peut tenir 2 h 30 min au-dessus d'une cible située à 1 440 km ; de plus, le Canberra est plus adapté pour décoller et atterrir sur des pistes sommaires
C'est l'avionneur Martin qui fut choisi pour les travaux d'usinage en série de l'avion.

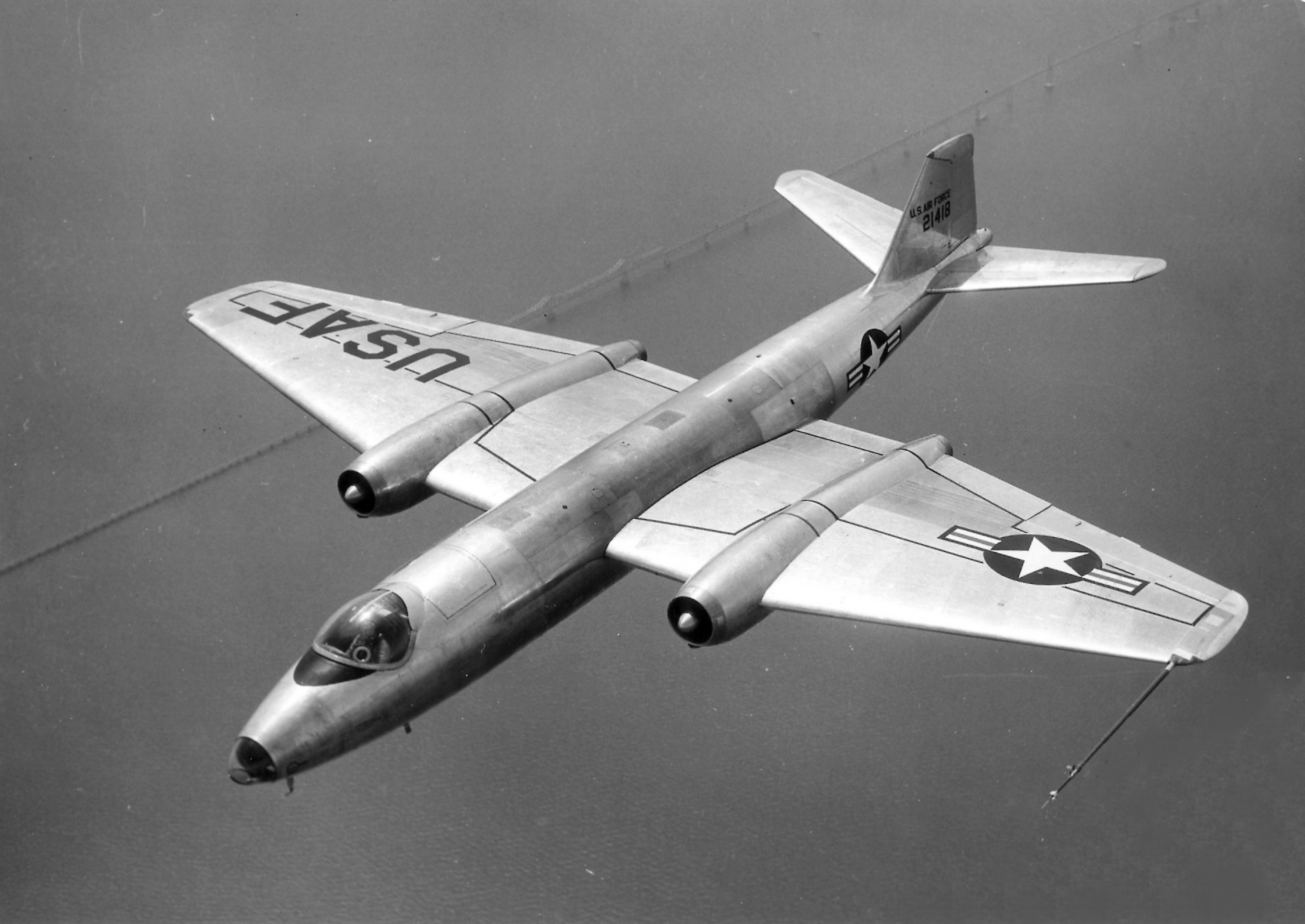
Un des premiers Martin B-57A.

Cependant il apparut rapidement que sa construction sous licence allait se heurter à un problème de taille. En effet à l'époque les marges de tolérance britanniques en vigueur dans l'industrie aéronautique étaient bien plus strictes que celles appliquées aux États-Unis. Les ingénieurs aéronautiques américains et britanniques durent donc reprendre toutes les cotes des plans. De ce fait le programme eut un certain retard.
Le premier prototype, désigné Martin 272 fut en effet assemblé uniquement en février 1953. Extérieurement presque rien ne le différenciait du Canberra B Mk-1 alors en service dans la Royal Air Force. Cependant il différait par sa propulsion produite sous licence américaine et par certaines pièces mécaniques. Le Martin 272 fut accepté par l'US Air Force sous la désignation de XB-57. 
Celui-ci réalisa son premier vol le 20 juillet 1953. En parallèle la production en série avait commencé.

#### Le B-57A et ses dérivés
Le 20 août 1953, soit à peine un mois après le vol du prototype, les premiers Martin B-57A arrivaient en unité au sein des escadrilles de l'US Air Force. Extérieurement le B-57A était strictement identique au XB-57 avec son cockpit biplace côte à côte. La production en série ne dépassa pas les huit avions. Ceux-ci étaient dépourvus d'armement défensif, se limitant à pouvoir emporter une charge de bombes en soute d'environ 2 500 kg. Quelques semaines après leur entrée en service opérationnel, une première sous version fit son apparition. Désignée RB-57A il s'agissait d'une version de reconnaissance stratégique. Au total 67 exemplaires furent assemblés. En 1956, douze d'entre eux furent transformés en EB-57A, des avions destinés à simuler des attaques massives de bombardiers soviétiques. Pour cela ces avions étaient dotés d'une avionique modifiée et d'équipement de contre-mesure électronique.

#### Le B-57B et ses dérivés

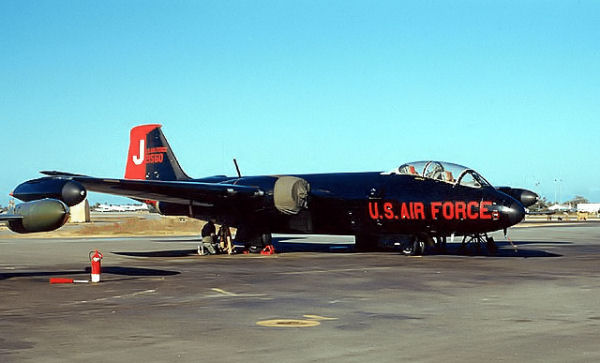
Martin B-57B de l'US Air Force.

Lorsque le 28 juin 1954 le B-57B réalisa son premier vol, il s'agissait alors de la deuxième version principale de l'avion. Par rapport à son prédécesseur il se distinguait au premier coup d'œil par son cockpit biplace en tandem, à la manière des avions de chasse, mais également par ses réservoirs de carburant installés au bout des ailes. De la même manière que le poste de pilotage il leur empruntait l'armement défensif, sous la forme de huit mitrailleuses de calibre 12,7 mm dans le nez de l'avion. La charge de bombes avait été portée à 4 100 kg. À partir du quatre-vingt onzième exemplaire de série les mitrailleuses laissèrent la place à quatre canons M39 de calibre 20 mm. Au total le B-57B fut assemblé à hauteur de 202 exemplaires.
Huit d'entre eux furent prélevés des stocks des avions de première série, et livrés à une unité d'essais de l'US Air Force. Ils furent désarmés et quatre d'entre eux furent affectés à des essais statiques sous la désignation de JB-57B tandis que les quatre autres furent utilisés pour des essais en vol en tant que NB-57B. Par ailleurs 25 B-57B furent transformés en RB-57B de reconnaissance tactique, tandis que 22 autres l'étaient en EB-57B de brouillage des émissions radars ennemis. En 1964, 25 avions supplémentaires, en version de bombardement, furent assemblés pour répondre aux besoins pakistanais.

#### Le B-57C et ses dérivés

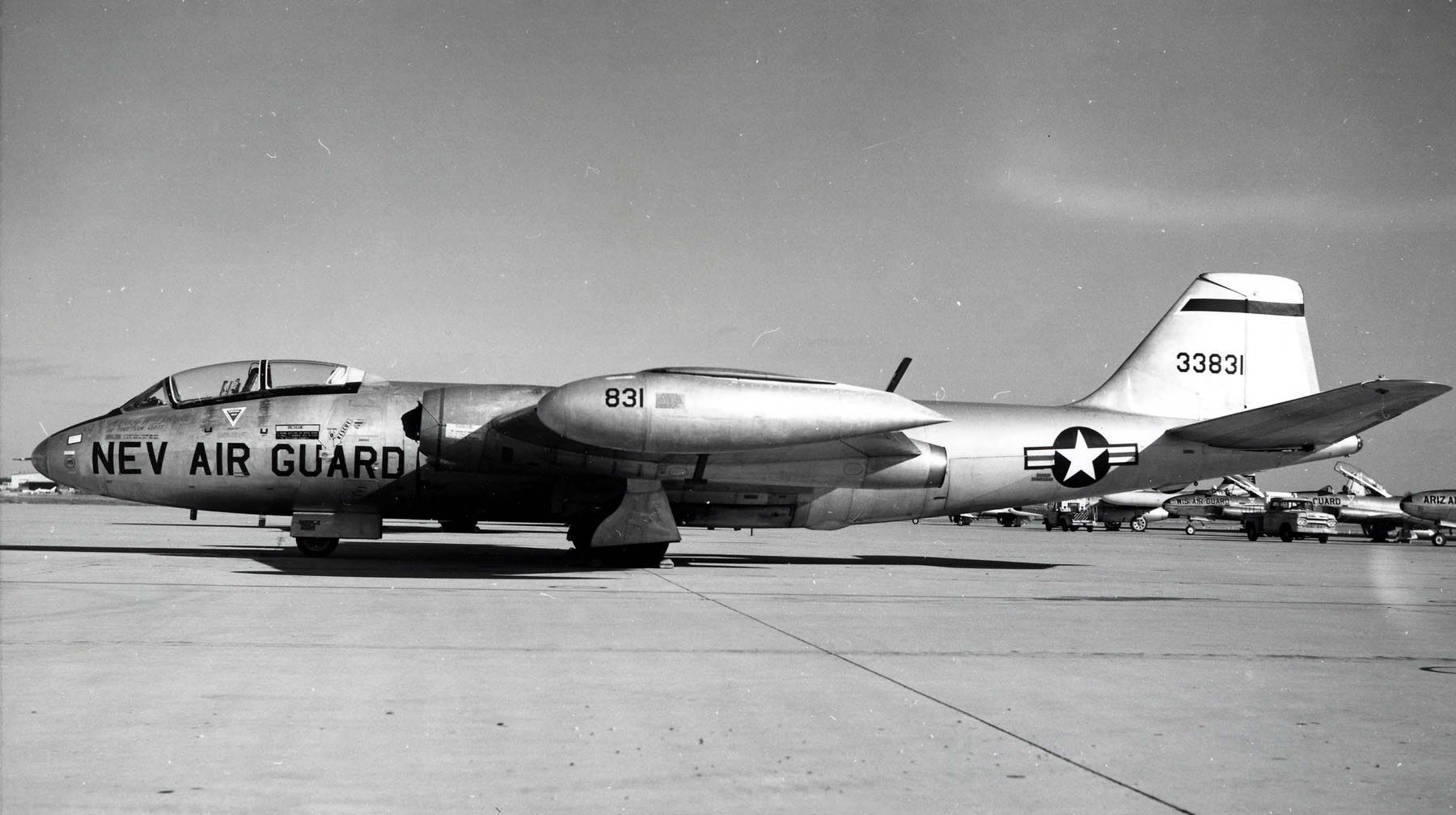
Martin B-57C de l'US Air Force.

Six mois environ après le premier vol du B-57B intervenait celui du B-57C. En effet, le 30 décembre 1954 celui-ci prenait les airs, avec pour la première fois, un cockpit pressurisé. Deux aérofreins supplémentaires avaient été installés. Le B-57C disposait d'un système de doubles commandes lui permettant de remplir le rôle d'avion d'entraînement avancé pour les futurs équipages de B-57. Au total, 38 avions de ce type furent construits. Dix d'entre eux furent modifiés en avions de reconnaissance. Trois furent modifiés en RB-57C de reconnaissance photographique classique, et les sept autres, en WB-57C de reconnaissance météo. Ces derniers étaient équipés pour la collecte d'échantillons atmosphériques, notamment après les essais d'armes nucléaires. En 1956, douze B-57C furent transformés en TB-57C d'entraînement désarmés. Enfin six EB-57C d'entraînement à la guerre électronique furent assemblés.

#### Le B-57D et ses dérivés
Le 3 novembre 1955 vola le B-57D. Cette version avait la particularité d'être directement commandée en version de reconnaissance photographique sous la désignation de RB-57D. De ce fait un seul bombardier fut construit, et fut rétrocédé à l'avionneur Martin qui l'utilisa comme plastron volant sous la désignation de Martin 272D. Il n'était pas armé. Les vingt RB-57D furent construits pour répondre à un cahier des charges commun émis par l'US Air Force et la CIA sur un avion de reconnaissance stratégique et d'espionnage aéroporté. Il s'agissait alors de disposer d'un avion capable de survoler le territoire soviétique ainsi que les principaux pays du Pacte de Varsovie sans être repéré et intercepté. Par rapport au B-57D, le RB-57D avait une aile de presque 60 % plus longue. En effet elle mesurait 32,92 mètres d'envergure. En 1966 huit RB-57D furent transformés en EB-57D de guerre électronique. Ces avions étaient alors chargés de simuler des attaques d'avions ennemis appartenant aux forces soviétiques.

#### Le B-57E et ses dérivés
C'est le 16 mai 1957 que le premier B-57E réalisa son vol inaugural. Il s'agissait alors d'un avion très similaire avec le B-57C mais doté d'un treuil mécanique permettant le remorquage de cibles volantes. Au total 68 exemplaires furent assemblés. Là encore, plusieurs furent ultérieurement transformés en sous-versions. C'est le cas des 25 EB-57E dont la mission principale était le brouillage des radars de lutte antiaérienne, et notamment ceux destinés au guidage des missiles anti-aériens. Cinq B-57E furent versés aux essais en vol de l'US Air Force en tant que JB-57E d'essais statiques pour le premier et de NB-57E d'essais en vol pour les quatre autres. Enfin dix d'entre eux furent désarmés et transformés en avions d'entraînement avancé en tant que TB-57E.
Il est à noter que sept avions furent conçus ab initio comme avions de reconnaissance aérienne en tant que RB-57E. Ceux-ci étaient destinés à des missions de surveillance mais aussi de reconnaissance dite « post-strike ». Il s'agissait de réaliser des clichés juste après le passage des bombardiers. Les RB-57E furent par la suite transformés pour pouvoir mener des missions de nuit à la recherche de fantassins ennemis.

#### Le B-57F et ses dérivés

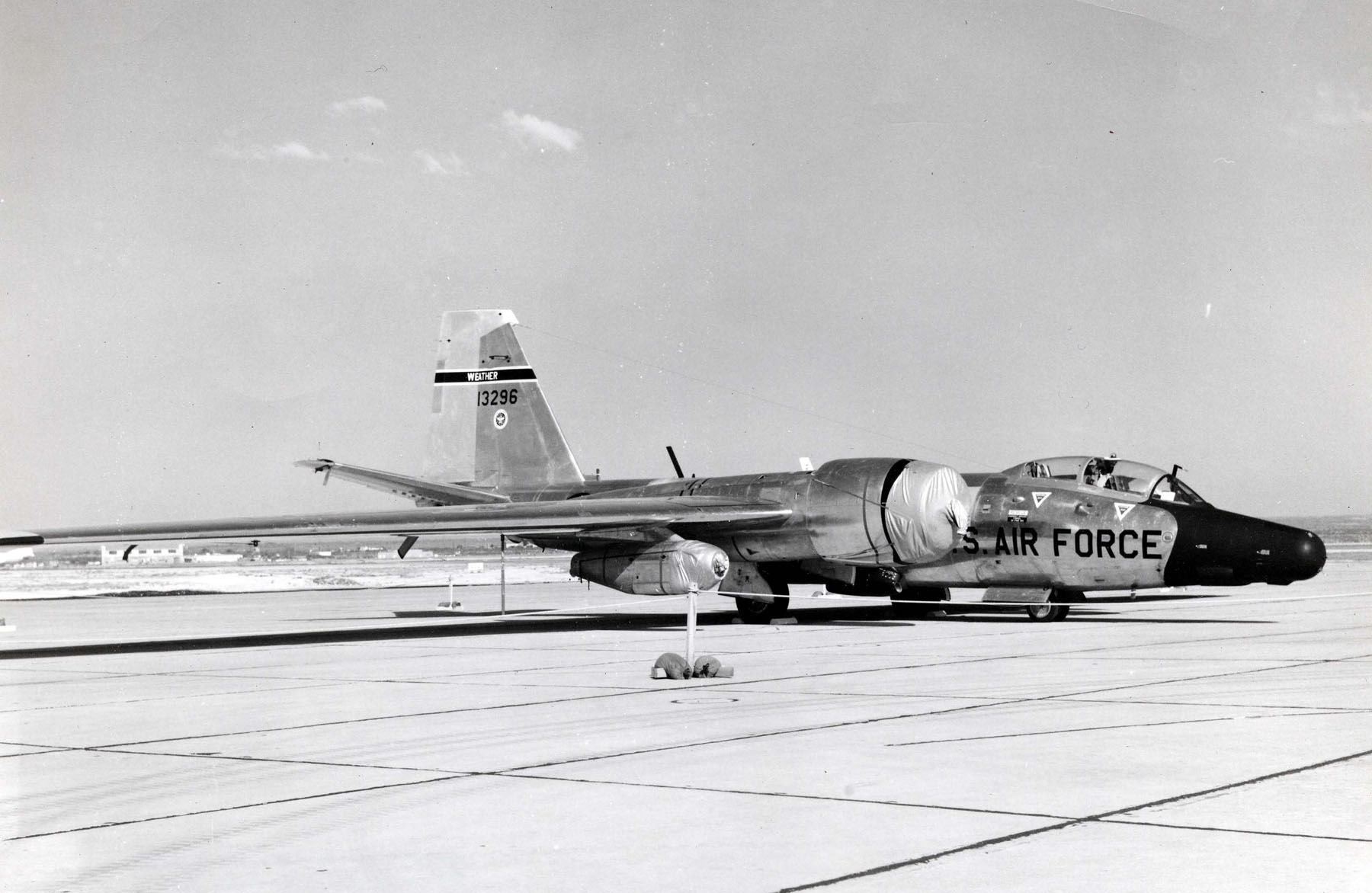
Martin RB-57F de l'US Air Force.

À l'instar de ce qui se passa avec le B-57D le B-57F ne fut construit qu'à un seul exemplaire, qui vola le 23 juin 1963. Il s'agissait d'un avion espion capable de suppléer la flotte de Lockheed U-2 engagée dans la guerre du renseignement. L'unique B-57F fut lui aussi rétrocédé à l'avionneur qui le fit voler en tant que Martin 272P pour divers essais en vol. Le RB-57F fut développé en partenariat avec General Dynamics. Il se présentait sous la forme d'un avion désarmé, affichant une envergure de 37,34 mètres, et capable de voler à très haute altitude, au-delà des 20 000 mètres. Vingt-et-un exemplaires furent construits au total, dont six furent transformés en 1969 en WB-57F de reconnaissance météorologie et de prélèvement des échantillons d'atmosphère.

#### Le B-57G et ses dérivés
En mars 1968 vola le prototype du B-57G. Il s'agissait en fait d'un B-57B profondément modifié. Seize avions furent par la suite prélevés sur les stocks de la base de Davis-Monthan où les avions étaient placés sous cocons de protection. Ils furent modifiés pour permettre l'emport sous voilure de quatre bombes Mk-82, des engins dont la charge offensive était de 227 kg d'explosifs, et dont la tête était équipée d'un système de guidage laser. Le prototype fut utilisé par Martin sous la désignation de Martin 272T, notamment pour des essais d'armement. Il fut entre autres mis en œuvre sur le programme de développement de la bombe GBU-12.

### Engagements opérationnels

#### Au sein des forces américaines

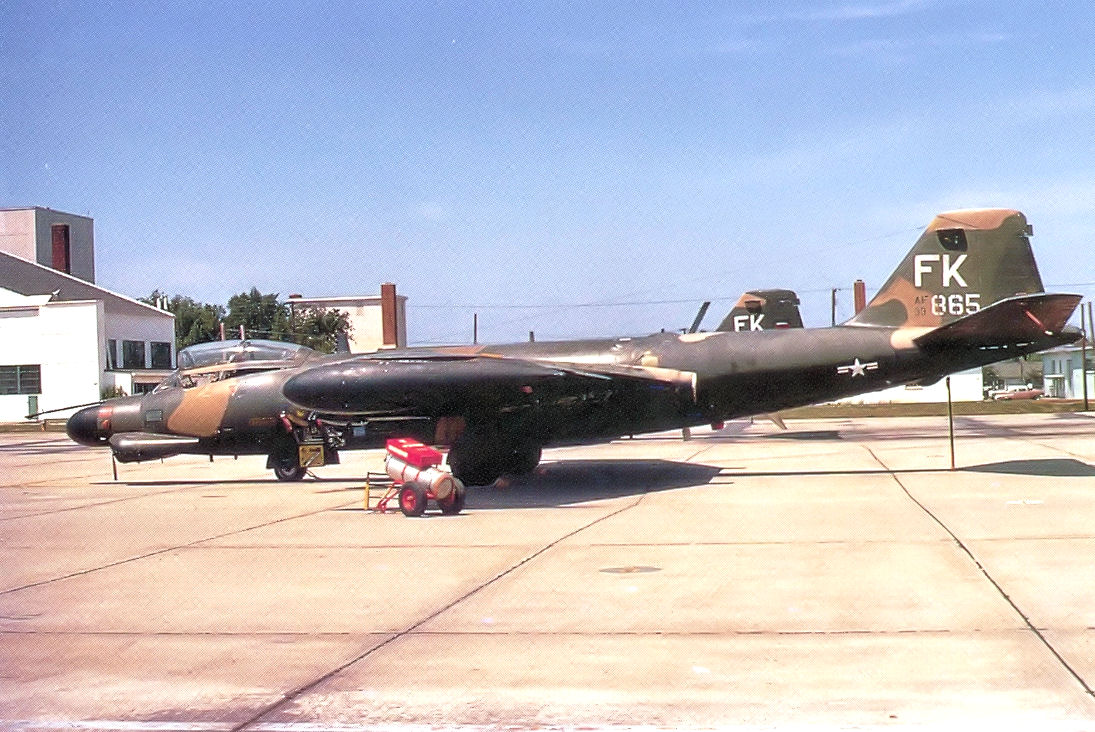
Martin B-57G porteur de son camouflage type Asie du Sud-Est.

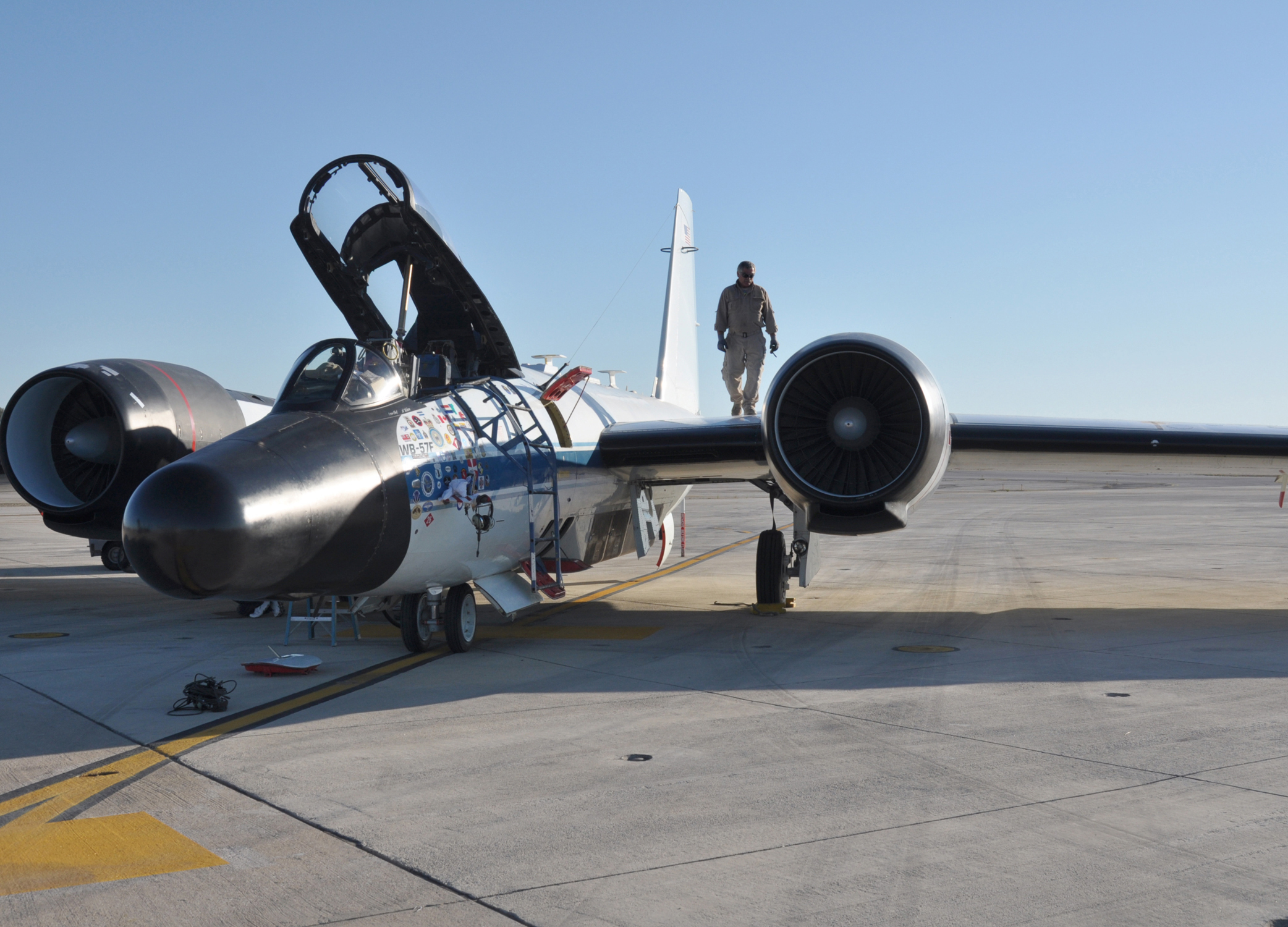
Martin WB-57F appartenant à la NASA.

Les Martin B-57 et leurs différentes sous-versions ont été largement engagés dans la guerre du Viêt Nam. Ainsi les premiers avions militaires américains engagés dans ce conflit étaient des RB-57E engagés dans des missions de reconnaissance et de surveillance, c'était en mai 1963. Les biréacteurs de l'US Air Force n'étaient alors pas encore camouflés. Désigné Projet Patricia Lynn il s'agissait d'engager des avions capables de cartographier en profondeur le territoire ennemi, mais aussi de comprendre les mouvements de troupes. 
Dans le même temps plusieurs B-57 menèrent des missions de bombardement aérien contre les forces du Viêt Minh. Au total l'US Air Force engagea 95 B-57 et RB-57 entre 1963 et 1967. Il faut souligner que 65 d'entre eux furent détruits, soit par la chasse ennemie, soit par la défense aérienne, ou lors d'accidents.
En 1970 les premiers B-57G firent leur apparition sur le théâtre vietnamien. Ils furent alors les premiers avions à tirer des bombes à guidage laser, avec une précision de l'ordre de cinq mètres. Les B-57G volaient généralement sous la protection de chasseurs comme le F-4 Phantom II, et accompagnés de Republic F-105G chargés de détruire les radars ennemis. Les B-57G demeurèrent en Asie du Sud-Est jusqu'en mai 1975. Rentrés aux États-Unis ces avions furent finalement retirés du service en janvier 1976.
La NASA a fait l'acquisition en 1970 de trois WB-57F pour des missions de recherches à haute altitude. Désignés NASA-926, NASA-927, et NASA-928 ces avions ont été largement utilisés également dans le cadre de missions à la suite des campagnes d'essais nucléaires menées par les Américains et leurs alliés. Ainsi, lors de l'essai français Centaure en 1974, la NASA mit à disposition l'un de ces WB-57F.
Au début de 2013 deux de ces avions, NASA-926 et NASA-928, étaient encore en service pour des études atmosphériques en haute altitude, jusqu'à 63 000 pieds. À cette date, la NASA a retrouvé un troisième exemplaire dans le cimetière d'avions de Davis-Monthan Air Force Base et a mis deux ans à le remettre en service, y compris en récupérant des pièces détachées dans des musées. Un premier vol de patrouille des trois avions a eu lieu mi novembre 2015.
Par ailleurs Martin, le National Center for Atmospheric Research, et la National Oceanic and Atmospheric Administration ont utilisé des avions de ce type.

#### Au sein des forces pakistanaises
Le Pakistan utilisa au sein du Squadron 7 de la Pakistan Air Force un total de 25 B-57B. Ces avions ne furent pas prélevés sur les stocks américains, mais bien construits pour ce pays. Ils furent livrés en 1964. Les bombardiers Martin furent engagés par le Pakistan lors de la deuxième guerre indo-pakistanaise contre l'Inde. L'Indian Air Force avait alors la particularité de posséder dans son arsenal des English Electric Canberra de bombardement, comme de reconnaissance. Lors de ce conflit trois B-57 furent perdus en opérations, dont au moins un abattu en combat aérien contre des Folland Gnat. En 1970, l'équipementier français Thomson-CSF modernisa les B-57B pakistanais, leur octroyant notamment des capacités accrues de missions nocturnes.
Lors de la troisième guerre indo-pakistanaise en 1971 les B-57 pakistanais furent une fois encore engagés dans des actions de bombardements contre les forces indiennes. Cinq d'entre eux furent détruits, dont au moins deux du fait des Mikoyan-Gourevitch MiG-21 indiens. Finalement le Pakistan retira du service ses derniers B-57 en 1985.

#### Au sein des forces taïwanaises
La Republic of China Air Force reçut de l'US Air Force un lot de trois RB-57D fortement modifiés. Dotés d'un système de doubles commandes, ils furent utilisés comme avions d'entraînement entre 1962 et 1974. Ils étaient appelés à former les futurs pilotes de U-2 appartenant au Black Cat Squadron. Après leur retrait du service ils furent rétrocédés aux États-Unis.

## Versions
- Martin XB-57 (Type 272) : Prototype de l'avion.
- Martin B-57A (Type 272A) : Première version de bombardement construite en série à hauteur de huit exemplaires.
  - Martin EB-57A : Sous-version de guerre électronique dérivée construite en série à hauteur de 12 exemplaires.
  - Martin RB-57A : Sous-version de reconnaissance dérivée construite en série à hauteur de 67 exemplaires.
- Martin B-57B (Type 272B) : Deuxième version de bombardement construite en série à hauteur de 227 exemplaires.
  - Martin EB-57B : Sous-version de guerre électronique dérivée construite en série à hauteur de 22 exemplaires.
  - Martin JB-57B : Sous-version d'essais statiques dérivée construite en série à hauteur de quatre exemplaires.
  - Martin NB-57B : Sous-version d'essais en vol dérivée construite en série à hauteur de quatre exemplaires.
  - Martin RB-57B : Sous-version de reconnaissance dérivée construite en série à hauteur de 25 exemplaires.
- Martin B-57C (Type 272C) : Troisième version de bombardement construite en série à hauteur de 38 exemplaires.
  - Martin EB-57C : Sous-version de guerre électronique dérivée construite en série à hauteur de six exemplaires.
  - Martin RB-57C : Sous-version de reconnaissance dérivée construite en série à hauteur de trois exemplaires.
  - Martin TB-57C : Sous-version d'entraînement avancé dérivée construite en série à hauteur de 12 exemplaires.
  - Martin WB-57C : Sous-version de reconnaissance météorologique dérivée construite en série à hauteur de sept exemplaires.
- Martin B-57D (Type 272D) : Quatrième version de bombardement construite à un seul exemplaire.
  - Martin EB-57D : Sous-version de guerre électronique dérivée construite en série à hauteur de huit exemplaires.
  - Martin RB-57D : Sous-version de reconnaissance dérivée construite en série à hauteur de 20 exemplaires.
- Martin B-57E (Type 272E) : Cinquième version de bombardement construite en série à hauteur de 68 exemplaires.
  - Martin EB-57E : Sous-version de guerre électronique dérivée construite en série à hauteur de 25 exemplaires.
  - Martin JB-57E : Sous-version d'essais statiques dérivée construite à un seul exemplaire.
  - Martin NB-57E : Sous-version d'essais en vol dérivée construite en série à hauteur de quatre exemplaires.
  - Martin RB-57E : Sous-version de reconnaissance dérivée construite en série à hauteur de sept exemplaires.
  - Martin TB-57E : Sous-version d'entraînement avancé dérivée construite en série à hauteur de 10 exemplaires.
- Martin B-57F (Type 272P) : Sixième version de bombardement construite à un seul exemplaire.
  - Martin RB-57F : Sous-version de reconnaissance dérivée construite en série à hauteur de 21 exemplaires.
  - Martin WB-57F : Sous-version de reconnaissance météorologique dérivée construite en série à hauteur de six exemplaires.
- Martin B-57G (Type 272T) : Septième version de bombardement construite en série à hauteur de 16 exemplaires.